# Ruppertsberg
Ruppertsberg este o comună din landul Renania-Palatinat, Germania.
1. ↑  Alle politisch selbständigen Gemeinden mit ausgewählten Merkmalen am 31.12.2018 (4. Quartal) (în germană), Statistisches Bundesamt[*], arhivat din original la 10 martie 2019, accesat în 10 martie 2019
2. ↑   https://geodaten.naturschutz.rlp.de/kartendienste_naturschutz/index.php Lipsește sau este vid: |title= (ajutor)